# 福麻むつ美
福麻 むつ美（ふくま むつみ、1961年1月11日 - ）は、日本の女優、声優。元宝塚歌劇団花組男役。大阪府、武庫川学院出身。
身長166cm。血液型はA型。宝塚歌劇団時代の芸名は翼 悠貴（つばさ ゆうき）。愛称はむっちゃん。
所属事務所はミツヤプロジェクト。かつてはコンビネーションに所属していた。現在はフリーで活動している。
姉は元宝塚歌劇団の同期生の翼ひかる。妹はシンガーソングライターの福間未紗。弟はミュージシャンの福間創。

## 略歴
- 1976年、宝塚音楽学校に入学。
- 1978年、第64期生として宝塚歌劇団入団。『祭りファンタジー／マイ・ラッキー・チャンス』にて初舞台。後に花組に配属。

- 1984年、『ロジャースビル物語』でバウホール初主演を務める。
- 1985年、ハワイ公演メンバーに選抜される。
- 1985年、『テンダー・グリーン／アンドロジェニー -麗しき乙女たち-』の千秋楽をもって、宝塚歌劇団を退団。
- 退団後は、ロンドンとニューヨークへ留学。帰国後は、舞台を中心に活動を行っている。

## 宝塚歌劇団時代の主な舞台歴
- 1979年7月、『奇術が好きな王女様』（バウ）隣国の王子
- 1979年11月、『舞え舞え蝸牛／ビューティフル・シティ』新人公演：竹丸（本役：真汐ちなみ）
- 1981年5月、『ミステリー・ラブ』（バウ）長官
- 1981年10月、『エストリレータ／ジュエリー・メルヘン』新人公演：ジュリアーノ（本役：順みつき）、ラルゴ（本役：央いおり）
- 1982年3月、『春の踊り／アルカディアよ永遠に』新人公演：ハリー（本役：順みつき）
- 1982年8月、『夜明けの序曲』新人公演：高浪定次郎（本役：高汐巴）
- 1983年2月、『霧深きエルベのほとり／オペラ・トロピカル』新人公演：ポール（本役：宝純子）
- 1983年4月、『ヴェニス、獅子たちの夢』（バウ）ピッコロ
- 1983年9月　『メイフラワー/紅葉愁情』新人公演：ロバート（本役：大浦みずき）
- 1983年11月、『アンダーライン』（バウ）ジェフ
- 1984年2月、『琥珀色の雨にぬれて／ジュテーム』ローラン、新人公演：セルジュ（本役：瀬川佳英）
- 1984年4月、『ロジャースビル物語』（バウ）バーニイ ＊バウホール初主演
- 1984年8月、『名探偵はひとりぼっち／ラ・ラ・フローラ』テキサス・クララ、新人公演：テリプル・ルチアーノ（本役：岸香織）
- 1984年10月、『オクラホマ!』（バウ）ウィル・パーカー
- 1985年2月、『名探偵はひとりぼっち／ラ・ラ・フローラ』テキサス・クララ
- 1985年3月、『愛あれば命は永遠に』新人公演：バラス将軍（本役：榛名由梨）
- 1985年6月、『ジャパン・ファンタジー／ドリームズ・オブ・タカラヅカ』（ハワイ）
- 1985年9月、『テンダー・グリーン／アンドロジェニー  -麗しき乙女たち-』ソロ ＊退団公演

## 宝塚歌劇団退団後の主な活動

### 舞台
- 『アステア・バイ・マイセルフ』（1990年）
- 『アンド・ザ・ワールド・ゴーズ・ラウンド』（1992年）
- 『ZAMASU』（1993年）
- 『I GOT MERMAN』（1993年）
- 『香港ラブソディ』（1993年）
- 『サンタのクリスマス』（1993年）
- 『心を繋ぐ６ペンス』（1993年）
- 『グイン・サーガ 炎の群像』（1995年）
- 『レディ・イン・ザ・ダーク』（1996年）
- 『ROCK TO THE FUTURE』（1996年）
- 『10＆10』（1996年、1998年、2000年）
- 『シーソー』ソフィ（1996年）
- 『HAIR’97』ジーニー（1997年）
- 『忘れモノ、探しモノ』（1997年）
- 『アンバランス』（1997年）
- 『ヴィクター＆ヴィクトリア』ミス・マルセー（1997年）
- 『お涼・平六捕物絵巻』（1998年）
- 三人芝居『変な女の恋』プロデューサー（1998年）
- 『ザ・近松』おつな（1999年）
- 『孤独の夜のサーカス』サーカスの団長（1999年）
- 『鞍馬天狗になれなかった男』お勝・紫頭巾（1999年）
- 『ワルツが聞こえる？』（1999年）
- 『新ピーターパン』ダーリング夫人（1999年）
- 『見果てぬ夢』（2000年、2001年）
- 『ESPER LEGEND HAKKENDEN 2000』（2000年）
- 『パシフィック・ムーンライト』（2000年）
- 音楽座ミュージカル『メトロに乗って』（2000年）
- 『アパートの鍵貸します』（2001年）
- 『誰かが誰かを愛してる』（2001年）
- 『Stepping out』（2001年）
- 『グロリアスな女たち』（2002年）
- 『OH! MY GOD』（2002年）主演
- 『リトル☆スターズ』（2002年）
- 『熟女たちの読書会』（2002年）
- 『ザ・レビューVIVA! TAKARAZUKA』（2003年）
- 『モダンガールズ』（2003年）
- 『森は生きている』（2003年）
- 『イーストウィックの魔女たち』（2003年、2005年、2007年）
- 『銀座浪漫派物語』（2004年）
- 劇団四季『マンマミーア!』（2004年）
- 『nine THE MUSICAL』ステファニーネグロフォラス　（2005年）
- 『アンナ・カレーニナ』（2006年）
- 『ミー＆マイガール』バターズビー卿夫人（2006年、2009年）
- 『スウィーニー・トッド』（2007年）
- 『愛と青春の宝塚 -愛よりも命よりも-』（2008年）
- 『天翔ける風に』（2009年）
- 『ザ・ミュージックマン』（2010年）
- 『アンナ・カレーニナ』（2010年）
- 『ノミコムオンナ』（2011年）
- 『ユーリンタウン』（2011年）
- 『お悩みはご一緒に!!』（2011年）
- 一人芝居ミュージカル「イサドラ・ダンカン～それでも私は踊る」（2016年、2018年）
- 三枚のポストカード（2017年）
- 一人芝居ミュージカル「Over the Wall～マレーネ・ディートリッヒ」（2018年、2019年）
- 『鯨よ!私の手に乗れ』（2025年）[3]
- 『オイディプス王』（2025年）[4]

### テレビアニメ
- ビックリマン2000（レムスイ民）（1999年）
- capeta（田川上桃太郎）（2005年）